# Campeonato Europeu de Natação de Velocidade de 1992
O Campeonato Europeu de Natação de Velocidade de 1992 foi a 2ª edição do evento organizado pela Liga Europeia de Natação (LEN). A competição foi realizada entre os dias 21 e 22 de dezembro de 1992 em Espoo na Finlândia.

## Medalhistas
Esses foram os resultados da competição. 
Masculino
| Evento         | Ouro                      | Ouro    | Prata                       | Prata   | Bronze                         | Bronze  |
| 50 m Livre     | Yuriy Vlasov · Ucrânia    | 22.06   | Mark Pinger · Alemanha      | 22.32   | Mark Foster · Reino Unido      | 22.38   |
| 50 m Costas    | Jani Sievinen · Finlândia | 25.07   | Rudi Dollmayer · Suécia     | 25.53   | Patrick Hermanspann · Alemanha | 25.62   |
| 50 m Peito     | Vassily Ivanov · Rússia   | 27.25   | Ron Dekker · Países Baixos  | 27.67   | Dmitri Volkov · Rússia         | 27.89   |
| 50 m Borboleta | Mark Foster · Reino Unido | 23.89   | Dirk Vandenhirtz · Alemanha | 24.31   | Miloš Milošević · Croácia      | 24.49   |
| 100 m Medley   | Jani Sievinen · Finlândia | 53.78   | Antti Kasvio · Finlândia    | 54.93   | Indrek Sei · Estónia           | 55.85   |
| 4x50 m Livre   | Suécia                    | 1:27.94 | Alemanha                    | 1:28.14 | Rússia                         | 1:29.99 |
| 4x50 m Medley  | Finlândia                 | 1:38.10 | Suécia                      | 1:38.16 | Rússia                         | 1:38.59 |

Feminino
| Evento         | Ouro                             | Ouro    | Prata                          | Prata   | Bronze                     | Bronze  |
| 50 m Livre     | Franziska van Almsick · Alemanha | 24.95   | Simone Osygus · Alemanha       | 25.42   | Annette Hadding · Alemanha | 25.75   |
| 50 m Costas    | Sandra Völker · Alemanha         | 28.57   | Nina Zhivanevskaya · Rússia    | 28.66   | Anja Eichhorst · Alemanha  | 28.95   |
| 50 m Peito     | Louise Karlsson · Suécia         | 31.19   | Peggy Hartung · Alemanha       | 31.55   | Alicja Pęczak · Polónia    | 31.73   |
| 50 m Borboleta | Louise Karlsson · Suécia         | 27.28   | Inge de Bruijn · Países Baixos | 27.57   | Susanne Müller · Alemanha  | 27.80   |
| 100 m Medley   | Louise Karlsson · Suécia         | 1:01.03 | Daniela Hunger · Alemanha      | 1:01.95 | Alicja Pęczak · Polónia    | 1:02.76 |
| 4x50 m Livre   | Alemanha                         | 1:40.63 | Suécia                         | 1:41.65 | Rússia                     | 1:43.73 |
| 4x50 m Medley  | Alemanha                         | 1:52.44 | Suécia                         | 1:52.60 | Rússia                     | 1:55.97 |

## Quadro de medalhas
| Ordem | País          | Medalha de ouro | Medalha de prata | Medalha de bronze | Total |
| ----- | ------------- | --------------- | ---------------- | ----------------- | ----- |
| 1     | Alemanha      | 4               | 7                | 4                 | 15    |
| 2     | Suécia        | 4               | 3                | 0                 | 7     |
| 3     | Finlândia     | 3               | 1                | 0                 | 4     |
| 4     | Rússia        | 1               | 1                | 5                 | 7     |
| 5     | Reino Unido   | 1               | 0                | 1                 | 2     |
| 6     | Ucrânia       | 1               | 0                | 0                 | 1     |
| 7     | Países Baixos | 0               | 2                | 0                 | 2     |
| 8     | Polónia       | 0               | 0                | 2                 | 2     |
| 9     | Croácia       | 0               | 0                | 1                 | 1     |
| 9     | Estónia       | 0               | 0                | 1                 | 1     |
| Total | Total         | 14              | 14               | 14                | 42    |

Legenda
| Recorde mundial       | Recorde mundial (World record)               |                       | Recorde africano                      | Recorde africano (African) |                                           | Q | Classificado por posição (Qualified) |
| Recorde do campeonato | Recorde do campeonato (Championship record)  | Recorde da América    | Recorde da América (Americas)         | q                          | Classificado por melhor tempo (Qualified) |   |                                      |
| Melhor marca do ano   | Melhor marca do ano (World leading)          | Recorde asiático      | Recorde asiático (Asian)              | DNS                        | Não largou (Did not start)                |   |                                      |
| Recorde nacional      | Recorde nacional (National record)           | Recorde europeu       | Recorde europeu (European)            | DNF                        | Não terminou (Did not finish)             |   |                                      |
| Recorde pessoal       | Recorde pessoal do atleta (Personal best)    | Recorde da Oceania    | Recorde da Oceania (Oceania)          | DSQ / DQ                   | Desclassificado (Disqualified)            |   |                                      |
| Recorde da temporada  | Recorde da temporada do atleta (Season best) | Recorde sul-americano | Recorde sul-americano (South America) | NM                         | Sem marca (No mark)                       |   |                                      |